# Слутишки
Слу́тишки (латыш. Slutiški или Slutišķi) — старообрядческая деревня в природном парке Даугавас локи в Науенской волости в Аугшдаугавском крае Латвии.
Деревня является одним из самых посещаемых мест парка и имеет культурно-историческую ценность. Возле неё находится Маркова тропа. Деревня расположена возле Даугавы (Западной Двины). 
В источниках первый раз упоминается в 1785 году. 
В Слутишках в августе 2005 года снимали эпизод Сибирской деревни латвийского телесериала «Подсечники судьбы» (латыш. «Likteņa līdumnieki»).
Здесь проходит ежегодный фестиваль «Аугшдаугава» (латыш. Augšdaugava).
С 2010 года деревня включена в список архитектурных памятников государственного значения Латвии.

## Объекты осмотра деревни
- Маркова тропа
- Старообрядческий дом-музей
- Средневековое кладбище
- Гончарная мастерская